# Guntramsdorf
Guntramsdorf osztrák mezőváros Alsó-Ausztria Mödlingi járásában. 2022 januárjában 9144 lakosa volt. 

## Elhelyezkedése

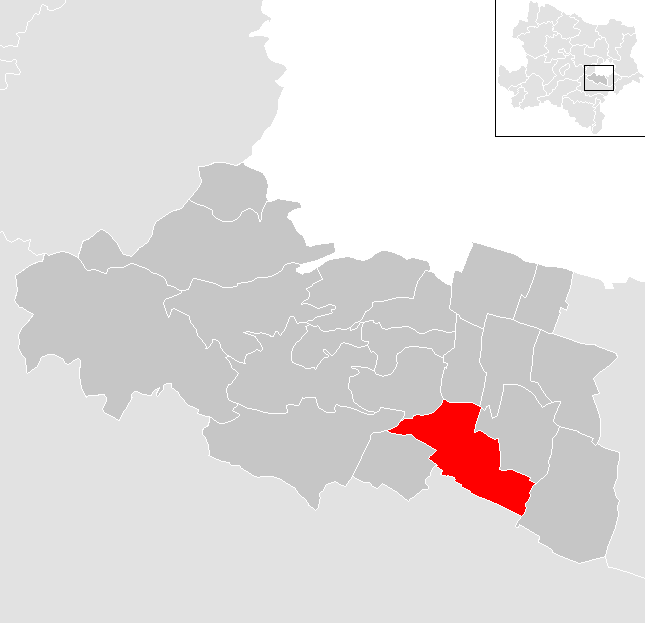
Guntramsdorf a Mödlingi járásban

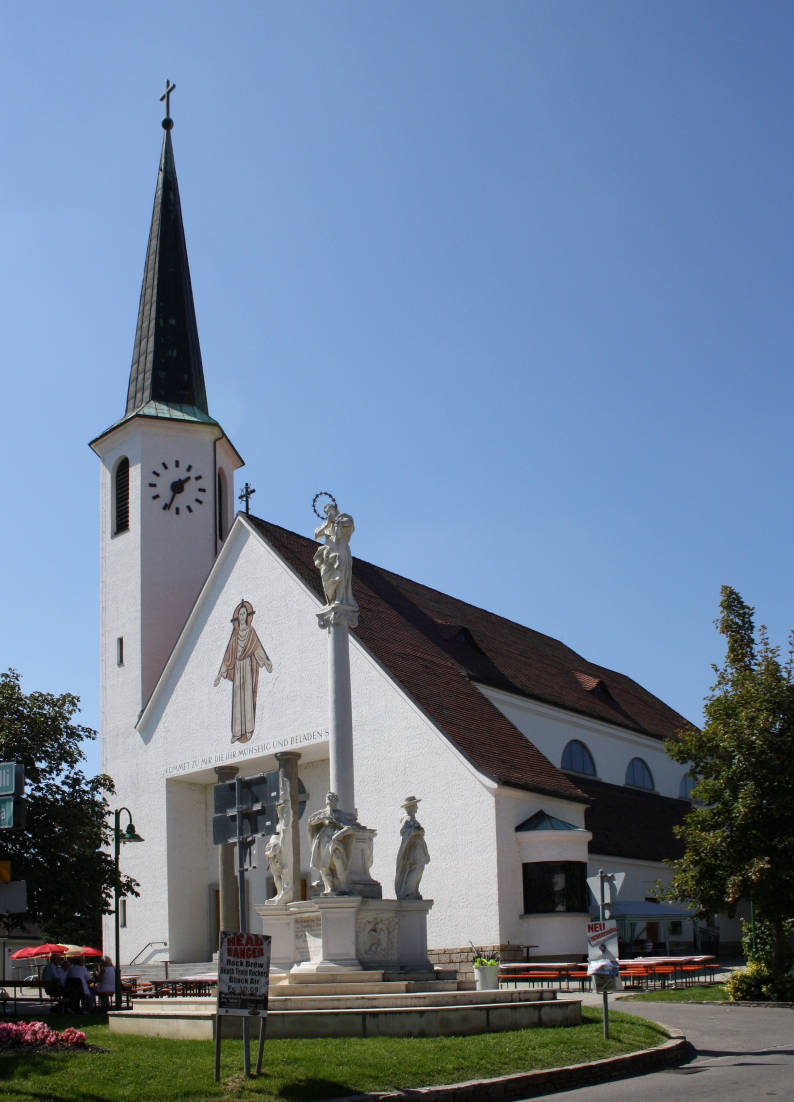
A Szt. Jakab-plébániatemplom

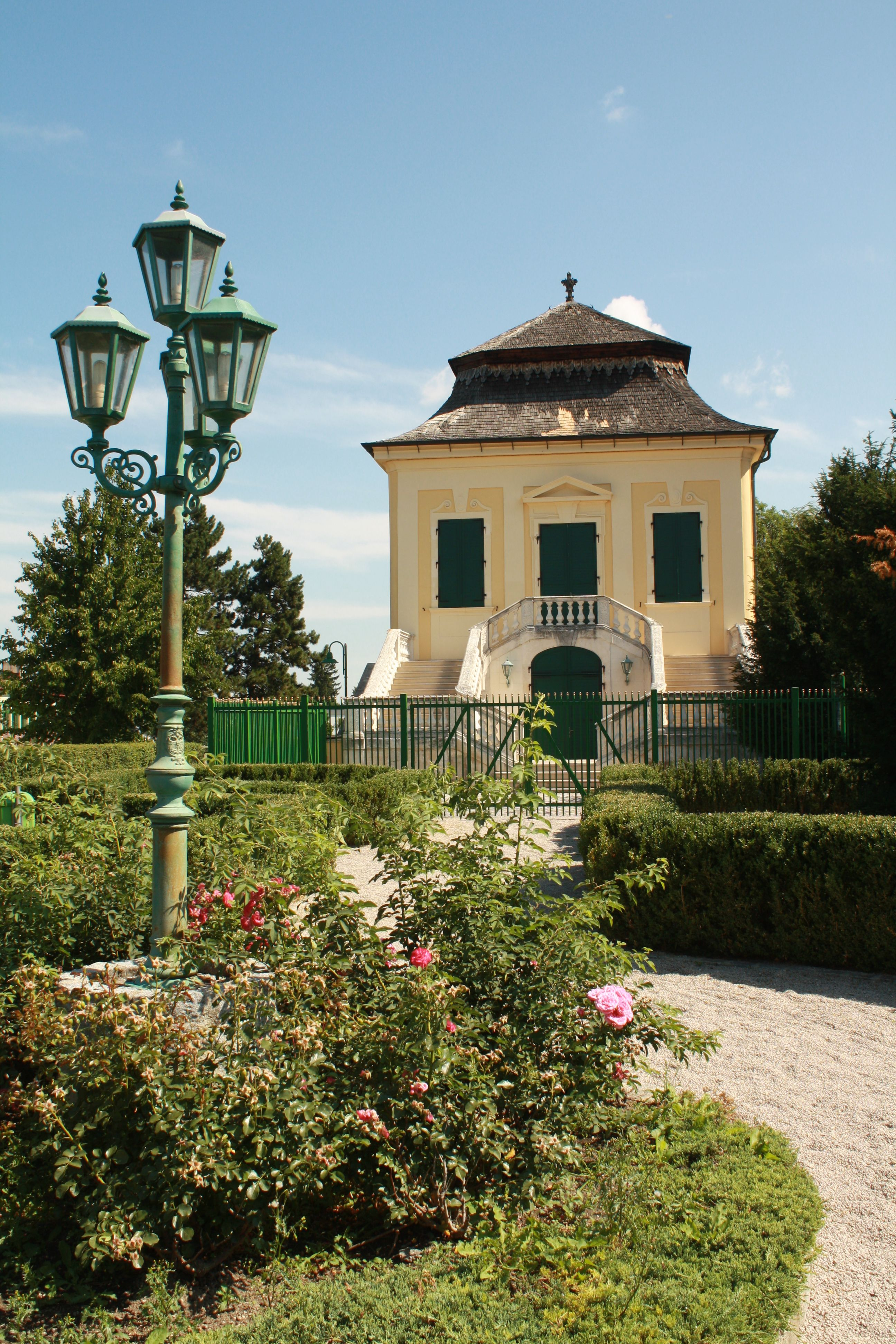
A volt kastély kerti pavilonja

Guntramsdorf a tartomány Industrieviertel régiójában fekszik, a Bécsi-medence északnyugati részén, Bécstől délre. Legfontosabb folyóvizei a Mühlbach és a Bécsújhelyi-csatorna. Területének 4,5%-a erdő, 49,4% áll mezőgazdasági művelés alatt. Az önkormányzat 3 települést és településrészt egyesít: Blumensiedlung, Guntransdorf és Neu-Guntramsdorf. 
A környező önkormányzatok: délnyugatra Gumpoldskirchen, nyugatra Gaaden, északnyugatra Mödling, északra Wiener Neudorf, északkeletre Biedermannsdorf, keletre Laxenburg, délkeletre Münchendorf, délre Möllersdorf.

## Története
A mezőváros területén a korai kelta La Tène-kultúra temetőjét tárták fel 18 sírral. 
A települést feltehetően az a Guntram gróf alapította, aki tanúként szerepel a regensburgi apátság 859-ből származó adománylevelében. III. Lipót (1095-1136) idejében a falu birtokosa II. Heinrich von Kuenring volt, aki a Heinric de Gundrammisdorf nevet is használta. Vára valószínűleg a későbbi kastély helyén állt (a kastélyból mára csak egy barokk pavilon maradt fenn). 1200 körül Guntramsdorf a Babenbergek mödlingi uradalmához tartozott. 1246-1365 között a Guntramsdorf lovagoké volt, majd többször cserélődtek urai. 1570-ben a zwettli apátság eladta a birtokot a heiligenkreuzi kolostornak. 
Az 1938-as Anschluss után a környező községek beolvasztásával létrehozták Nagy-Bécset; Guntramsdorf is a főváros 24. kerületéhez került. Függetlenségét 1954-ben nyerte vissza. Szintén 1938-ban jelentős fejlesztésekre került sor, egy új lakónegyed (Neu-Guntramsdorf) építését kezdték el, majd 1941-ben részben ezen a területen (részben Wiener Neudorfban) megalapították a Flugmotorenwerke Ostmark repülőgépmotorgyárat. Az építkezésen kényszermunkásokat és a mauthauseni koncentrációs tábor helyi altáborának mintegy 3 ezer foglyát dolgoztatták. 
1945 áprilisának elején három napos harcra került sor a német 6. páncéloshadsereg és a szovjet 3. Ukrán Front csapatai között és Guntramsdorf épületei súlyos károkat szenvedtek, elsősorban a tüzérségi tűztől. 

## Lakosság
A guntramsdorfi önkormányzat területén 2022 januárjában 9144 fő élt. A lakosságszám 1923 óta gyarapodó tendenciát mutat. 2020-ban az ittlakók 85,7%-a volt osztrák állampolgár; a külföldiek közül 3,1% a régi (2004 előtti), 4,2% az új EU-tagállamokból érkezett. 5,4% az egykori Jugoszlávia (Szlovénia és Horvátország nélkül) vagy Törökország, 1,6% egyéb országok polgára volt. 2001-ben a lakosok 62,1%-a római katolikusnak, 6,4% evangélikusnak, 3,6% ortodoxnak, 4,7% mohamedánnak, 19,5% pedig felekezeten kívülinek vallotta magát. Ugyanekkor 79 magyar élt a mezővárosban; a legnagyobb nemzetiségi csoportokat a németek (86,3%) mellett a szerbek (3,8%), a törökök (3,6%) és a horvátok (1%) alkották.
A népesség változása:

| 2016 | 9 264 |
| 2018 | 9 179 |

## Látnivalók
- a Szt. Jakab-plébániatemplom
- a szőlőhegyi kápolna
- az 1713-ban állított pestisoszlop
- a volt kastély megmaradt kerti pavilonja
- a helytörténeti múzeum
- a textilnyomó-múzeum

## Híres guntramsdorfiak
- Leopoldine Blahetka (1809–1885) zeneszerző
- Mongo Stojka (1929–2014) roma származású osztrák szőnyegkereskedő, zenész és író
- Gabriele Heinisch-Hosek (1961–) politikus, művelődésügyi miniszter

## Fordítás
- Ez a szócikk részben vagy egészben  a   Guntramsdorf című német Wikipédia-szócikk ezen változatának fordításán alapul.  Az eredeti cikk szerkesztőit annak laptörténete sorolja fel. Ez a jelzés csupán a megfogalmazás eredetét és a szerzői jogokat jelzi, nem szolgál a cikkben szereplő információk forrásmegjelöléseként.